# Stahlberg Verlag
Der Stahlberg Verlag wurde 1946 von der damals 25-jährigen Ingeborg Stahlberg in Karlsruhe gegründet. Bis zur Gründung der Bundesrepublik Deutschland Ende 1949 war der Verlag ein wichtiges Forum für die junge Nachkriegsgeneration. Mit der Buchreihe Ruf der Jugend war der Stahlberg Verlag unmittelbar beteiligt an der Gründung der Gruppe 47.
1950 veränderte der Verlag seine Konzeption. Ernst Krawehl und Gerhard Heller traten als gleichberechtigte Gesellschafter in den Verlag und dieser wurde zu einer GmbH umgewandelt. Es erschienen nun wichtige Autoren der Moderne, von Curzio Malaparte 1950 der Bestseller Die Haut, von Arno Schmidt 1956 Das steinerne Herz. Stahlberg wurde der Hausverlag von Arno Schmidt. Auch dessen Monumentalwerk Zettel’s Traum  wurde 1970 unter dem Signet „Stahlberg“ veröffentlicht. Aber auch verspielte Werke, wie Clochemerle von Gabriel Chevallier oder die Lyrik von Peter Paul Althaus, gehörten zum Stahlberg-Programm. Einen Schwerpunkt bildete von Anfang an die Literatur Frankreichs, die ab 1963 in einem eigens gegründeten Verlag veröffentlicht wurde, dem von Ingeborg Stahlberg ins Leben gerufenen Amadis-Verlag.
Bis 1968 war der Stahlberg-Verlag unter der Leitung von Ingeborg Stahlberg selbständig, dann wurde er von der Stuttgarter Verlagsgruppe Georg von Holtzbrinck übernommen, zunächst mit dem Verlag Goverts und Krüger zusammengeschlossen und später in den S. Fischer Verlag überführt, wo noch heute wichtige Stahlberg-Autoren verlegt werden.